# Sovětská hokejová reprezentace do 20 let
Sovětská hokejová reprezentace do 20 let byla výběrem nejlepších sovětských hráčů ledního hokeje v této věkové kategorii. Byla od počátku účastníkem juniorského mistrovství světa až do rozpadu Sovětského svazu.
V roce 1992 reprezentoval rozpadlý státní celek tým pod hlavičkou výběru Společenství nezávislých států. Od roku 1993 startuje na šampionátech ruská reprezentace. V elitní skupině turnaje se ale objevily i další celky z postsovětských zemí – konkrétně z Běloruska, Ukrajiny, Kazachstánu a Lotyšska. 
I s jedním titulem výběru Hokejová reprezentace Společenství nezávislých států do 20 let získali hráči SSSR celkem devět zlatých, tři stříbrné a jednu bronzovou medaili (v době ukončení činnosti byla sovětská reprezentace v tomto ohledu nejúspěšnější zemí v historii).

## Účast namistrovství světa
neoficiální ročníky
| MS       | Místo konání                                                | Umístění      |
| -------- | ----------------------------------------------------------- | ------------- |
| MSJ 1974 | SSSR (Leningrad)                                            | Zlatá medaile |
| MSJ 1975 | Kanada (Winnipeg, Brandon) a USA (Minneapolis, Bloomington) | Zlatá medaile |
| MSJ 1976 | Finsko (Tampere, Turku, Pori, Rauma)                        | Zlatá medaile |

Oficiální turnaje
| MS       | Místo konání                                                                       | Umístění                           |
| -------- | ---------------------------------------------------------------------------------- | ---------------------------------- |
| MSJ 1977 | Československo (Banská Bystrica, Zvolen)                                           | Zlatá medaile                      |
| MSJ 1978 | Kanada (Montréal, Québec, Hull)                                                    | Zlatá medaile                      |
| MSJ 1979 | Švédsko (Karlstad, Karlskoga)                                                      | Zlatá medaile                      |
| MSJ 1980 | Finsko (Helsinky, Vantaa)                                                          | Zlatá medaile                      |
| MSJ 1981 | Západní Německo (Füssen, Kaufbeuren, Augsburg, Landsberg, Kempten, Oberstdorf)     | Bronzová medaile                   |
| MSJ 1982 | USA (New Ulm, Rochester, Duluth, Minneapolis) a Kanada (Winnipeg, Kenora, Brandon) | 4. místo                           |
| MSJ 1983 | SSSR (Leningrad)                                                                   | Zlatá medaile                      |
| MSJ 1984 | Švédsko (Norrköping, Nyköping)                                                     | Zlatá medaile                      |
| MSJ 1985 | Finsko (Helsinky, Turku, Vantaa, Espoo)                                            | Bronzová medaile                   |
| MSJ 1986 | Kanada (Hamilton)                                                                  | Zlatá medaile                      |
| MSJ 1987 | Československo (Piešťany, Nitra, Trenčín, Topoľčany)                               | diskvalifikace za rvačku s Kanadou |
| MSJ 1988 | SSSR (Moskva)                                                                      | Stříbrná medaile                   |
| MSJ 1989 | USA (Anchorage)                                                                    | Zlatá medaile                      |
| MSJ 1990 | Finsko (Helsinky, Turku, Kauniainen, Kerava)                                       | Stříbrná medaile                   |
| MSJ 1991 | Kanada (Saskatoon, Regina)                                                         | Stříbrná medaile                   |
| MSJ 1992 | Německo (Füssen, Kaufbeuren)                                                       | jako SNS                           |

## Zlaté výběry
1977  Alexandr Tyžnych, Sergej Mylnikov – Vjačeslav Fetisov, Sergej Starikov,  Vladimir Zubkov, Konstantin Makarcev, Irek Gimajev, Michail Slipčenko, Vasilij Pajusov – Sergej Makarov, Nikolaj Narimanov, Igor Romašin, Alexej Frolikov, Michail Šostak, Michail Toločko, Alexandr Kabanov, Vladimir Švecov, Ivan Avdejev, Valerij Jevstafjev, Igor Kapustin.
1978  Alexandr Tyžnych, Sergej Mylnikov – Vjačeslav Fetisov, Sergej Starikov, Alexej Kasatonov, Sergej Paramonov, Jurij Vošakov, Vladimir Zubkov, Konstantin Makarcev –  Viktor Škurdjuk, Sergej Makarov, Alexandr Koševnikov, Vjačeslav Rjanov, Alexandr Gerasimov, Alexandr Gurijev, Nikolaj Narimanov, Nikolaj Varianov, Sergej Tukmačev, Pavel Jesovskič.
1979  Dmitrij Saprykin, Vladimir Gerasimov – Jurij Strachov, Viktor Glušenkov, Alexej Kasatonov, Jurij Vošakov, Valerij Krylov, Andrej Sidorenko, Sergej Karpov – Vladimir Krutov, Igor Larionov, Vladimir Golovkov, Vjačeslav Rjanov, Anatolij Tarasov, Gennadij Kurdin, Nikolaj Varjanov, Alexandr Gerasimov, Nikolaj Maslov, Andrej Andrejev, Anatolij Antipov.
1980  Dmitrij Saprykin, Jurij Nikitin – Valerij Michajlov, Dmitrij Jerastov, Alexej Bevz, Viktor Glušenkov, Igor Panin, Jevgenij Popišin – Andrej Morozov, Igor Morozov, Vladimir Krutov, Igor Larionov, Sergej Světlov, Jevgenij Šastin, Vladimir Golovkov, Michail Panin, Vladimir Šašov, Alexandr Zybin, Igor Rachmatulin, Igor Bubenčikov.
1983  Sergej Gološumov, Andrej Karpin – IIlja Bjakin, Valerij Šyrjajev, Sergej Gorbunov, Vladimir Tjurikov, Andrej Matycin, Svatoslav Kalisov, Andrej Martemjanov, – Igor Boldin, Sergej Prjachin, German Volgin, Sergej Charin, Sergej Němčinov, Sergej Agejkin, Leonid Truchno, Jevgenij Stepa, Oleg Starkov, Arkadij Obuchov, Alexandr Černych.
1984  Jevgenij Bělošejkin, Alexej Červjakov – Alexej Gusarov, Michail Tatarinov, Alexandr Smirnov, Aleh Mikulčik, Sergej Šendelev, Igor Martynov, Alexandr Lysenko – Alexandr Černych, Nikolaj Borščevskij, Igor Vjazmikin, Sergej Němčinov, Andrej Lomakin, Jurij Chmyljov, Igor Boldin, Alexandr Semak, Sergej Vostrikov, Jevgenij Čišmin, Vasilij Kameněv.
1986  Jevgenij Bělošejkin, Oleg Brataš –  Michail Tatarinov, Anatolij Fedotov, Igor Kravčuk, Igor Nikitin, Sergej Seljanin, Igor Monajenkov, Vladimir Konstantinov – Igor Vjazmikin,  Alexandr Semak,  Jurij Nikonov, Ravil Chajdarov, Valerij Kamenskij, Pavel Torgajev, Sergej Osipov, Andrej Kavalju, Aljaxandr Halčenjuk, Jevgenij Davidov, Sergej Gapejenko.
1989  Alexej Ivaškin, Maxim Michajlovskij – Sergej Zubov, Igor Malychin, Igor Igorov, Alexandr Judin, Sergej Sorokin, Dmitrij Juškevič, Olexander Hodynjuk – Pavel Bure, Alexandr Mogilnyj, Sergej Fjodorov, Roman Oksjuta, Dmytro Chrystyč, Viktor Gordijuk, Andrej Sidorov, Sergej Gomoljako, Stanislav Panfilenkov, Boris Bykovskij, Vladimir Cyplakov.
1992 jako SNS  Nikolaj Chabibulin, Ikdar Muchometov – Vladislav Bulin, Darjus Kasparajtis, Artem Kopot, Boris Mironov, Sandis Ozoliņš, Alexej Trošinskij, Alexej Žitnik – Alexandr Čerbajev, Ravil Guzmanov, Alexej Jašin, Konstantin Korotkov, Alexej Kovaljov, Sergej Krivokrasov, Alexandr Kuzminskij, Denis Metljuk, Andrej Nikolišin, Alexandr Sveržov, Denis Vikurinov, Michail Volkov, Sergej Žoltoks.

## Hráči ocenění na turnajích MS "20"
- 1977 – Alexandr Tyžnych (All star tým), Vjačeslav Fetisov (nejlepší obránce), Igor Romašin (All star tým)
- 1978 – Alexandr Tyžnych (nejlepší brankář, All star tým), Vjačeslav Fetisov (nejlepší obránce, All star tým)
- 1979 – Alexej Kasatonov (nejlepší obránce, All star tým), Vladimir Krutov (nejlepší útočník, nejproduktivnější hráč, All star tým), Anatolij Tarasov (All star tým)
- 1980 – Vladimir Krutov (nejlepší útočník, nejproduktivnější hráč, All star tým), Igor Larionov (All star tým)
- 1982 – Ilja Bjakin (All star tým)
- 1983 – Ilja Bjakin (nejlepší obránce, All star tým), Hermin Volgin (All star tým)
- 1984 – Jevgenij Bělošejkin (All star tým), Alexej Gusarov (nejlepší obránce, All star tým), Nikolaj Borščevskij (All star tým)
- 1985 – Michail Tatarinov (All star tým)
- 1986 – Jevgenij Bělošejkin (nejlepší brankář, All star tým), Michail Tatarinov (nejlepší obránce, All star tým), Igor Vjazmikin (All star tým)
- 1988 – Alexandr Molignyj (nejlepší útočník, nejproduktivnější hráč, All star tým)
- 1989 – Alexej Ivaškin (nejlepší brankář, All star tým), Pavel Bure (nejlepší útočník, All star tým)
- 1990 – Alexandr Godňuk (nejlepší obránce, All star tým)
- 1991 – Dmitrij Juškevič (All star tým)
- 1992 (SNS) – Darjus Kasparajtis (nejlepší obránce), Alexej Kovaljov (All star tým)

## Individuální rekordy na MSJ

### Celkové
Utkání: 21, Alexandr Černych (1983, 1984, 1985), Alexandr Semak (1984, 1985, 1986) Pavel Bure, Dmitrij Juškevič (oba 1989, 1990, 1991)
Góly: 27, Pavel Bure (1989, 1990, 1991)
Asistence: 16, Alexandr Mogilnyj (1987, 1988, 1989) a Vjačeslav Kozlov (1990, 1991)
Body: 39, Pavel Bure (1989, 1990, 1991)
Trestné minuty: 45, Pavel Bure (1989, 1990, 1991)
Vychytaná čistá konta: 2, Alexandr Tyžnych (1977, 1978), Jevgenij Bělošejkin  (1984, 1985, 1986) a Nikolaj Chabibulin (1992, v roce 1993 vychytal třetí čisté konto již za Rusko)
Vychytaná vítězství: 14, Jevgenij Bělošejkin  (1984, 1985, 1986)

### Za turnaj
Góly:  12, Pavel Bure (1991)
Asistence: 9, Sergej Novoselov (1985), Alexandr Mogilnyj (1988) a Vjačeslav Kozlov (1991)
Body: 18, Alexandr Mogilnyj (1988)
Trestné minuty: 31, Pavel Bure (1991)
Vychytaná čistá konta: 2, Nikolaj Chabibulin (1992 - SNS)
Vychytaná vítězství: 6, Alexandr Tyžnych (1977), Andrej Karpin (1983) a Alexej Šeblanov (1988)